# Krawcula

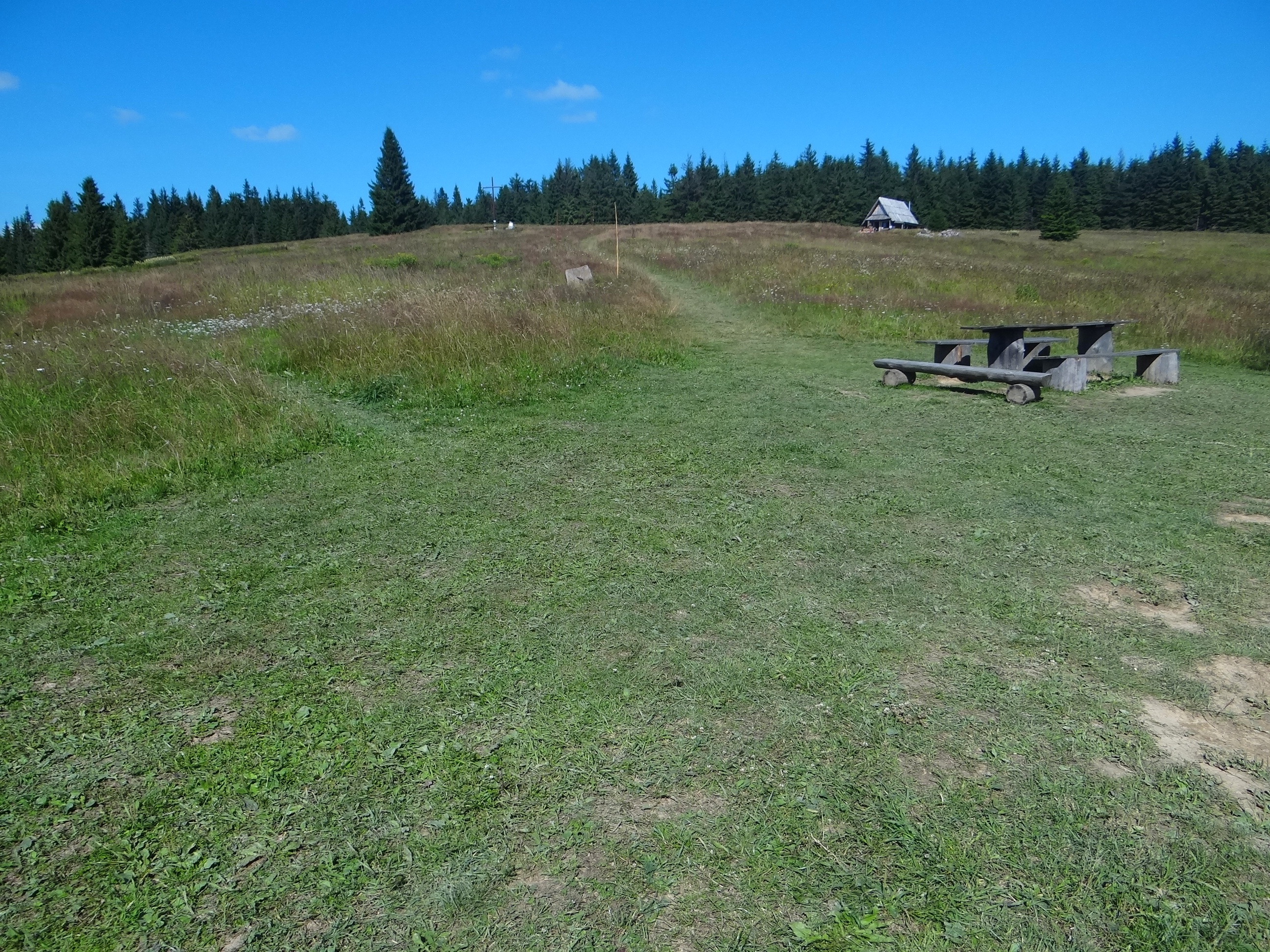
Hala Krawcula

Krawcula – polana i hala pasterska pod szczytem Krawcowego Wierchu (1075 m) w Beskidzie Żywiecko-Orawskim. Położona jest na południowych, podszczytowych, rozległych i niemal płaskich stokach Krawcowego Wierchu, na wysokości około 1040–1060 m. Znajduje się w granicach wsi Glinka w województwie śląskim, w powiecie żywieckim, w gminie Ujsoły.

## Przyroda
W przeszłości była intensywnie użytkowana pastersko, stąd tradycyjna nazwa „hala”, odnosząca się do funkcjonującego tu przez dziesięciolecia gospodarstwa pasterskiego. Z powodów nieopłacalności ekonomicznej w 2. połowie XX w. wypas na wysoko położonych polanach w polskich Karpatach załamał się. Aktualnie jednak (2019 r.) w ramach czynnej ochrony zbiorowisk łąkowych na hali znów prowadzony jest kulturowy wypas owiec, a część łąk jest regularnie koszona. Występuje tu kilka typów zbiorowisk łąkowych, m.in. łąka mieczykowo-mietlicowa (Gladiolo-Agrostietum) oraz młaka z kozłkiem całolistnym i turzycą żółtą (Valeriano-Caricetum flave). Na Hali Krawcula rośnie też m.in. rzadki w Polsce i chroniony prawnie dzwonek piłkowany.

## Turystyka
Od grudnia 1976 r. na hali funkcjonuje schronisko turystyczne bacówka PTTK na Krawcowym Wierchu. Znajduje się tu również skrzyżowanie znakowanych szlaków turystycznych, wiata i stoły dla turystów oraz miejsce do palenia ogniska. Z hali rozciąga się rozległa panorama, zwłaszcza w kierunku południowym, gdzie widoki sięgają aż po słowacką Małą Fatrę. Na Krawculi krzyją się 3 szlaki turystyczne:
 Trzy Kopce – Bory Orawskie – Gruba Buczyna – Krawców Wierch – bacówka PTTK na Krawcowym Wierchu – Kubiesówka – Glinka
 Złatna – Straceniec – bacówka PTTK na Krawcowym Wierchu
  słowacki szlak graniczny